# Mistrzostwa Polski Seniorów w Lekkoatletyce 1924
5. Mistrzostwa Polski Seniorów w Lekkoatletyce – zawody, które rozgrywane były w Warszawie w Parku Sobieskiego (obecnie Park Agrykola) w dniach 6-8 września 1924 (mistrzostwa kobiet tylko 6 i 7 września). Nie startowali zawodnicy ze Lwowa.

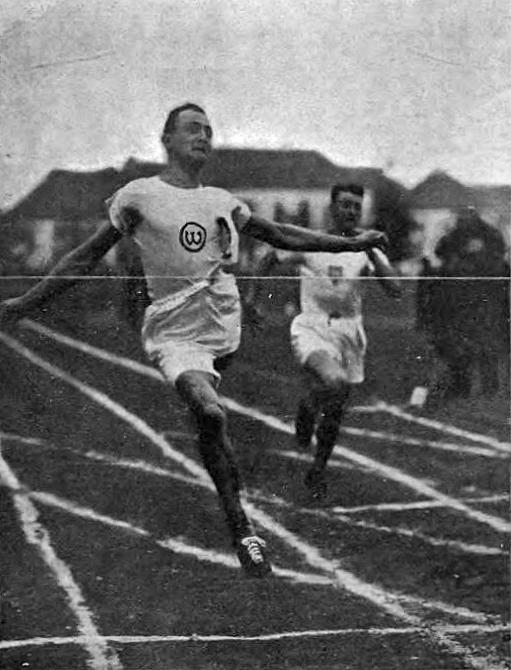
Dziesięcioboiści Tadeusz Armański i Stefan Adamczak w biegu na 100m podczas MP 1924

## Rezultaty
| NR – rekord Polski \| NL – najlepszy wynik w Polsce w sezonie \| SB – najlepszy wynik w sezonie \| PB – rekord życiowy |

### Mężczyźni
| Konkurencja:               | 1. miejsce                                                                 | Rezultat  | 2. miejsce                                                                                | Rezultat    | 3. miejsce                                                                         | Rezultat |
| Bieg na 100 m              | Aleksander Szenajch Warszawianka                                           | 11,2      | Zygmunt Weiss AZS Warszawa                                                                | o 1 m       | Henryk Piątkowski Polonia Warszawa                                                 | o 2 m    |
| Bieg na 200 m              | Aleksander Szenajch Warszawianka                                           | 23,3      | Zygmunt Weiss AZS Warszawa                                                                | o 0,1 m     | Alfons Krumbholz ŁKS Łódź                                                          | o 3 m    |
| Bieg na 400 m              | Zygmunt Weiss AZS Warszawa                                                 | 53,0      | Stefan Ołdak AZS Warszawa                                                                 | o 7 m       | Janusz Rey AZS Warszawa                                                            | o 13 m   |
| Bieg na 800 m              | Józef Jaworski AZS Warszawa                                                | 2:04,8    | Władysław Banaszkiewicz Polonia Warszawa                                                  | 2:08,0      | Janusz Rey AZS Warszawa                                                            | 2:08,1   |
| Bieg na 1500 m             | Józef Jaworski AZS Warszawa                                                | 4:19,3    | Stefan Kostrzewski AZS Warszawa                                                           | o 5 m       | Czesław Foryś Warszawianka                                                         |          |
| Bieg na 3000 m             | Józef Jaworski AZS Warszawa                                                | 9:23,8    | Julian Łukaszewicz Polonia Warszawa                                                       | o 80 metrów | Stefan Kostrzewski AZS Warszawa                                                    | o 100 m  |
| Bieg na 5000 m             | Julian Łukaszewicz Polonia Warszawa                                        | 16:43,0   | Kazimierz Wituch Warszawianka                                                             | 16:58,0     | Stanisław Ziffer Wisła Kraków                                                      |          |
| Bieg na 10 000 m           | Stanisław Ziffer Wisła Kraków                                              | 39:01,0   | Jan Dobrzański Wisła Kraków                                                               | 39:02,0     | Władysław Sałek Wisła Kraków                                                       | o 25 m   |
| Bieg na 110 m przez płotki | Antoni Cejzik Polonia Warszawa                                             | 18,2      | Henryk Piątkowski Polonia Warszawa                                                        | o 8 m       | Stefan Majtkowski Sokół Bydgoszcz                                                  | o 10 m   |
| Bieg na 400 m przez płotki | Stefan Kostrzewski AZS Warszawa                                            | 1:00,8 NR | Józef Korolkiewicz Polonia Warszawa                                                       | 1:01,2      | Antoni Cejzik Polonia Warszawa                                                     | 1:01,8   |
| Bieg na 3000 m drużynowo   | AZS Warszawa Józef Jaworski Stefan Kostrzewski Janusz Rey                  | 12 pkt.   | Warszawianka Kazimierz Wituch Wacław Fijałkowski Czesław Foryś                            | 15 pkt.     | Polonia Warszawa Julian Łukaszewicz ??                                             |          |
| Sztafeta 4 × 100 m         | AZS Warszawa Zygmunt Weiss Janusz Rey Stefan Kostrzewski Zygmunt Dąbrowski | 47,0      | Polonia Warszawa Henryk Piątkowski Józef Korolkiewicz Antoni Cejzik Zbigniew Korolkiewicz | 47,2        | Warszawianka Aleksander Szenajch Jan Luxenburg Janusz Ziejewski Wacław Fijałkowski | o 3,5 m  |
| Sztafeta 4 × 400 m         | AZS Warszawa Zygmunt Weiss Stefan Ołdak Józef Jaworski Stefan Kostrzewski  | 3:37,4    | Cracovia                                                                                  | o 120 m     |                                                                                    |          |
| Chód na 2000 m             | Zygmunt Zajączkowski Orkan warszawa                                        | 10:07,2   | Zygmunt Suchcicki AZS Warszawa                                                            | 10:32,0     | Jan Ciepłowski Orkan Warszawa                                                      |          |
| Skok wzwyż                 | Antoni Cejzik Polonia Warszawa                                             | 1,715     | Julian Gruner AZS Warszawa                                                                | 1,655       | Feliks Rokicki Sokół Warszawa                                                      | 1,615    |
| Skok o tyczce              | Stefan Adamczak Pentatlon Poznań                                           | 3,27      | Antoni Rzepka AZS Lwów                                                                    | 3,17        | Stefan Majtkowski Sokół Bydgoszcz                                                  | 3,17     |
| Skok w dal                 | Wojciech Florkiewicz Cracovia                                              | 5,88      | Stefan Nowosielski Cracovia                                                               | 5,81        | Stanisław Buchała Cracovia                                                         | 5,78     |
| Trójskok                   | Antoni Cejzik Polonia Warszawa                                             | 12,68 SB  | Jerzy Rykowski Polonia Warszawa                                                           | 11,88       | Zdzisław Karczewski AZS Warszawa                                                   | 11,53    |
| Pchnięcie kulą             | Antoni Cejzik Polonia Warszawa                                             | 11,61     | Jan Nawojczyk 3 psap. Wilno                                                               | 11,05       | Zbigniew Korolkiewicz Polonia Warszawa                                             | 9,33     |
| Rzut dyskiem               | Sławosz Szydłowski AZS Warszawa                                            | 37,85     | Antoni Cejzik Polonia Warszawa                                                            | 36,58       | Jan Nawojczyk 3 psap. Wilno                                                        | 32,92    |
| Rzut młotem                | Antoni Cejzik Polonia Warszawa                                             | 30,275 NR | Jan Nawojczyk 3 psap. Wilno                                                               | 25,58       | [ b ]                                                                              |          |
| Rzut oszczepem             | Sławosz Szydłowski AZS Warszawa                                            | 51,45     | Antoni Cejzik Polonia Warszawa                                                            | 45,37       | Julian Gruner AZS Warszawa                                                         | 44,28    |

### Kobiety
| Konkurencja:              | 1. miejsce                                                                   | Rezultat | 2. miejsce                                                                         | Rezultat | 3. miejsce                                                        | Rezultat |
| Bieg na 60 m              | Józefa Witkowska Sokół Warszawa                                              | 8,6      | Irena Nowacka ŁKS Łódź                                                             | 9,0      | Helena Woynarowska AZS Warszawa                                   | o 2,5 m  |
| Bieg na 100 m             | Wanda Kwaśniewska Polonia Warszawa                                           | 14,9 NL  | Stefania Gill Sokół Bydgoszcz                                                      | 15,1     | Ida Kempler Makkabi Kraków                                        | 15,4     |
| Bieg na 250 m             | Wanda Kwaśniewska Polonia Warszawa                                           | 39,8     | Irena Nowacka ŁKS Łódź                                                             | 40,5     | Maria Baran Polonia Warszawa                                      | 40,6     |
| Bieg na 83 m przez płotki | Marzena Szmid Polonia Warszawa                                               | 16,1     | Maria Baran Polonia Warszawa                                                       | 16,5     | Ludwika Gorloff Polonia Warszawa                                  | o 8 m    |
| Sztafeta 4 × 60 m         | Polonia Warszawa Maria Baran Eugenia Kielich Marzena Szmid Wanda Kwaśniewska | 36,8     | Polonia II Warszawa Jarosława Szmid Wanda Kielich Aniela Gosiewska Ludwika Gorloff | 37,2     | Makkabi Kraków Ida Kempler Mira Rosner Wanda Goldmann Ela Kempler | 39,0     |
| Sztafeta 4 × 100 m        | Polonia Warszawa Maria Baran Eugenia Kielich Marzena Szmid Wanda Kwaśniewska | 1:01,3   | Polonia II Warszawa Jarosława Szmid Wanda Kielich Aniela Gosiewska Ludwika Gorloff | (1:01,4) | Makkabi Kraków Ida Kempler Mira Rosner Wanda Goldmann Ela Kempler |          |
| Skok wzwyż                | Antonina Taborowicz Sokół Warszawa                                           | 1,30     | Halina Konopacka AZS Warszawa                                                      | 1,28     | Helena Woynarowska AZS Warszawa                                   | 1,27     |
| Skok w dal                | Wiera Czajkowska Sokół Warszawa                                              | 4,29     | Józefa Witkowska Sokół Warszawa                                                    | 4,17     | Irena Nentwich ŁKS Łódź                                           | 3,87     |
| Pchnięcie kulą            | Halina Konopacka AZS Warszawa                                                | 7,605    | Jarosława Szmid Polonia Warszawa                                                   | 7,11     | Stefania Paruszewska Sokół Warszawa                               | 6,47     |
| Rzut dyskiem              | Halina Konopacka AZS Warszawa                                                | 23,45 NL | Józefa Witkowska Sokół Warszawa                                                    | 19,93    | Jarosława Szmid Polonia Warszawa                                  | 18,58    |
| Rzut oszczepem            | Helena Woynarowska AZS Warszawa                                              | 25,00 NL | Stefania Paruszewska Sokół Warszawa                                                | 21,86    | Jarosława Szmid Polonia Warszawa                                  | 17,10    |

## Bieg przełajowy
2. mistrzostwa w biegu przełajowym mężczyzn zostały rozegrane 2 października w Henrykowie k. Warszawy. Trasa wyniosła 8,3 kilometra. W konkurencji drużynowej sklasyfikowano tylko dwie drużyny.
| Konkurencja:                       | 1. miejsce                                                   | Rezultat | 2. miejsce                                                       | Rezultat | 3. miejsce                    | Rezultat |
| Bieg przełajowy (8,3 km)           | Stefan Szelestowski Polonia Warszawa                         | 34:22,2  | Stanisław Ziffer Wisła Kraków                                    | 34:44,0  | Kazimierz Wituch Warszawianka |          |
| Bieg przełajowy (8,3 km) drużynowo | Wisła Kraków Stanisław Ziffer Władysław Sałek Jan Dobrzański | 11 pkt.  | Polonia Warszawa Stefan Szelestowski Jan Filc Julian Łukaszewicz | 14 pkt.  |                               |          |

## Pięciobój
Mistrzostwa w pięcioboju mężczyzn odbyły się 12 października w Warszawie w Parku Sobieskiego.
| Konkurencja: | 1. miejsce              | Rezultat | 2. miejsce                | Rezultat | 3. miejsce                      | Rezultat |
| Pięciobój    | Janusz Rey AZS Warszawa | 8 pkt.   | Czesław Rębowski ŁKS Łódź | 15 pkt.  | Jerzy Rykowski Polonia Warszawa | 16 pkt.  |

## Dziesięciobój
Mistrzostwa w dziesięcioboju mężczyzn odbyły się 1 i 2 listopada w Warszawie w Parku Sobieskiego.
| Konkurencja:  | 1. miejsce               | Rezultat     | 2. miejsce                    | Rezultat      | 3. miejsce                       | Rezultat      |
| Dziesięciobój | Wacław Kuchar Pogoń Lwów | 5171,01 pkt. | Tadeusz Armański Warta Poznań | 4596,945 pkt. | Stefan Adamczak Pentatlon Poznań | 4480,165 pkt. |

## Maraton
Pierwsze w historii mistrzostwa Polski w biegu maratońskim mężczyzn zostały rozegrane 2 listopada na trasie: Rembertów – Wawer – Zegrze – Nieporęt i z powrotem. Dystans wyniósł 41 km 195 m.
| Konkurencja: | 1. miejsce                           | Rezultat     | 2. miejsce                 | Rezultat  | 3. miejsce                | Rezultat  |
| Maraton      | Stefan Szelestowski Polonia Warszawa | 3:13:10,5 NR | Henryk Bielak Czajka Tczew | 4:07:37,0 | Józef Bill WKS Inowrocław | 4:10:22,5 |